# Tombe dei nobili (Amarna)

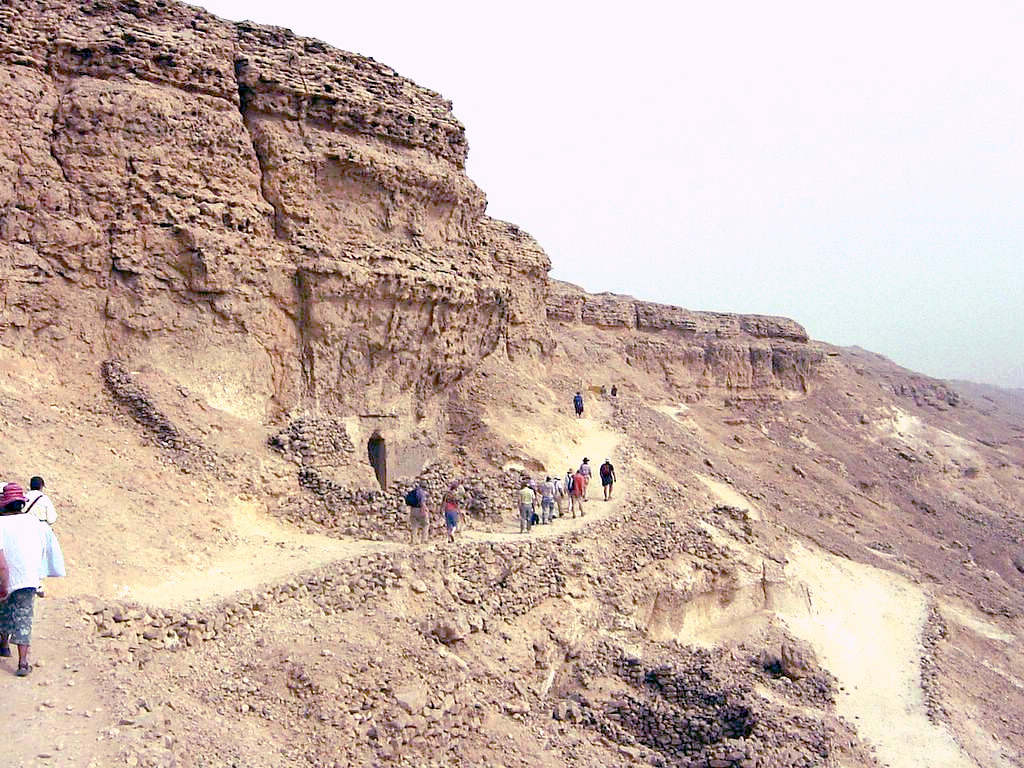
Le balze rocciose delle tombe settentrionali

Le Tombe dei nobili ad Amarna, l'antica Akhetaton, in Egitto, sono i luoghi di sepoltura di alcuni fra i funzionari e le persone più in vista della Corte installatasi, per volere del faraone Amenhotep IV/Akhenaton, della XVIII dinastia, che con tale operazione unificò le precedenti capitali amministrativa (Menfi) e religiosa (Tebe) anche in ossequio al ben preciso intento politico/religioso di allontanarsi dal potere acquisito dal clero del dio Amon. Il trasferimento della capitale delle Due Terre coincise con l'instaurazione del culto enoteistico del dio Aton.
Nonostante l'alto numero di popolazione della città, calcolata nel momento di massima espansione, da 20 a 50.000 persone, sono note solo 50 tombe, di cui solo 24 recanti iscrizioni e nessuna comunque ultimata; secondo recenti studi, inoltre, solo una delle tombe avrebbe effettivamente accolto il defunto per cui era stata realizzata. Quanto al numero davvero ridotto di sepolture, si ipotizza che il privilegio di creare una tomba nella città fosse concesso dallo stesso Akhenaton e che questi abbia perciò rilasciato poche concessioni; i funzionari, inoltre, provenivano da altre località, Menfi o la stessa Tebe, ed è perciò ipotizzabile che avessero comunque preferito essere sepolti nei luoghi d'origine. I primi studi sulle tombe amarniane si debbono a John Gardner Wilkinson, nel 1820, seguito da Robert Hay e Nestor L’Hôte che ne ricavarono molti disegni e copie di iscrizioni. Prima pubblicazione significativa sull'argomento fu quella di Karl Richard Lepsius del 1849; anche sui lavori dei predecessori, a causa dei molteplici danni nel frattempo intervenuti, si basò per la sua opera, considerata fondamentale sull'argomento, Norman de Garis Davies agli inizi del XX secolo. Le tombe dei nobili di Amarna sono ripartite in due aree, settentrionale e meridionale; l'area settentrionale, a nord-est della città nei pressi della stele V, ne ospita sei di cui due a nord di un wadi (TA1 e TA2) e quattro a sud del wadi (da TA3 a TA6). Sono scavate a circa 85 m di altezza nella falesia che circonda la valle e sono costituite da due sale in successione, con una nicchia per la statua del defunto al fondo della seconda sala; durante i millenni vennero usate come abitazioni da parte della popolazione locale e come romitaggi da monaci cristiani copti. Da tali occupazioni derivarono notevoli danneggiamenti alle strutture nonché, e specialmente, alle pitture e ai rilievi parietali; in un caso la tomba venne trasformata in chiesa.
Complessivamente le tombe dei nobili, censite con il rispettivo titolare, sono 25, alcune recano decorazioni, altre sono piccole e incompiute, oppure di modeste dimensioni.

## Tombe settentrionali
Queste tombe sono ulteriormente divise in due gruppi sulle balze che dominano la città di Akhetaton, a nord e a est della città. Questi due gruppi sono separati da un uadi, chiamato Uadi Reale, in cui erano scavate le tombe reali, e si trovano nei pressi di una delle stele di confine di Akhenaton (stele V). Scavate nella falesia, hanno accesso generalmente nella parete verticale e, perciò stesso, sono state poco soggette a interramenti, essendo più facilmente accessibili, tuttavia, vennero prescelte dai monaci copti come abitazioni:
| Catalogazione          | Titolare    | Titolo | Necropoli                            | Note |
| ---------------------- | ----------- | --- | ------------------------------------ | --- |
| TA1 (Tomb of Amarna 1) | Huya        | Sovrintendente dell'harem reale; Sovrintendente al Doppio Tesoro e Amministratore della casa della Grande Sposa Reale Tiye | Area settentrionale, a nord del wadi | planimetricamente si sviluppa con una sala rettangolare, in origine colonnata, da cui si accede ad una seconda sala con quattro colonne che termina in una cappella più interna dedicata al defunto     |
| TA2                    | Meryra (II) | Scriba reale, amministratore del Doppio Tesoro; Sovrintendente dell'harem reale della Grande Sposa reale [Nefertiti]; Comandante della barca menesh | Area settentrionale, a nord del wadi | planimetricamente, da un cortile esterno si accede ad una sala con due colonne da cui un breve corridoio immette in una sala trasversale al centro della quale si trova la cappella dedicata al defunto |
| TA3                    | Ahmose      | Vero Scriba del re; Portatore di flabello alla destra del re; Amministratore della casa di Akhenaton; Sovrintendente della Corte di Giustizia | Area settentrionale, a sud del wadi  | presenta planimetria a croce latina, con una sala longitudinale che immette in una sala trasversale da cui si accede a una sala più interna                                                             |
| TA4                    | Meryra (I)  | Sommo Sacerdote di Aton nella casa di Ra; Portatore di flabello alla destra del re; | Area settentrionale, a sud del wadi  | forse titolare di una tomba anche a Saqqara; tomba incompleta. Se fosse stata ultimata sarebbe stata la più grande della necropoli                                                                      |
| TA5                    | Penthu      | Scriba reale primo sotto il re; Primo servo di Aton nella magione di Aton in Akhetaton; Capo dei medici del Signore delle Due Terre; Ciambellano; Colui che può avvicinare la persona del re; Capo dei capi; Nobile di primo rango, unico tra i compagni | Area settentrionale, a sud del wadi  | presenta planimetria a croce latina, con una sala longitudinale che immette in una sala trasversale da cui si accede a una sala più interna                                                             |
| TA6                    | Paneshy     | Primo tra i Servi dell'Aton nella casa di Aton in Akhetaton; Secondo Profeta del Signore delle Due Terre Neferkheperura-waenra [Akhenaton]; Sovrintendente al doppio granaio dell'Aton in Akhetaton; Sovrintendente al bestiame di Aton                  | Area settentrionale, a sud del wadi  | trasformata in chiesa dai monaci cristiani copti che occuparono le tombe come romitaggi |

### Altari del deserto
A breve distanza dalle tombe settentrionali, in direzione nord e ovest, si trovano i resti di tre grandi altari solari realizzati in mattoni di fango essiccato. Questi altari erano costituiti da piattaforme dotate di rampe. Non è chiaro il motivo della loro ubicazione. Il fatto che fossero posti in relazione con una strada antica che conduceva alle tombe settentrionali indicherebbe che fossero a beneficio degli inumati in queste tombe.

## Tombe meridionali
L'area meridionale ospita 19 tombe censite localizzate in una serie di bassi pendii a sud e a est della città principale. Al contrario delle tombe dell'area settentrionale, il cui ingresso è ricavato nella parete della falesia il che ha salvaguardato gli interni da inondazioni, le tombe dell'area meridionale sono scavate in una roccia di pessima qualità e l'ingresso si trova, generalmente, al di sotto del piano; per tale motivo, sono state nel corso dei millenni (e sono tuttora) più soggette a interramenti. Nella zona esistono peraltro, censite da Norman de Garis Davies, piccole tombe di minore importanza, vuoi perché appena abbozzate, vuoi perché il titolare è sconosciuto o perché presentano poche o nulle particolarità archeologicamente rilevanti; così, nei pressi della tombaTA1 di Huya, esistono le tombe TA1a e TA1b di sconosciuti; accanto alla TA3 di Ahmose, si trovano tombe minori classificate con le sigle 3a, 3b, 3c, 3d, 3e, 3f, tutte accreditabili a sconosciuti; nei pressi della TA6, le 6a, 6b, 6c, anche in questo caso di sconosciuti; esistono, inoltre, le 7a, 7b, 7c nei pressi della TA7 di Parennefer,  nonché le 9a, 9b e 9c nelle immediate vicinanze della TA9, di Mahu. Esistono, infine, una TA24a, nei pressi della TA24 di Paatenemab, e TA25a, nelle adiacenze della TA25 di Ay. Pertinente di certo a queste tombe, è una necropoli operaia recentemente scoperta.
| Catalogazione          | Titolare                  | Titolo | Necropoli        | Note |
| ---------------------- | ------------------------- | --- | ---------------- | --- |
| TA7 (Tomb of Amarna 7) | Parennefer                | Artigiano reale, puro di mani; Sovrintendente di tutti gli artigiani del re; Sovrintendente di tutti i lavori del re nella casa di Aton; Primo degli amici che accompagna il Signore delle Due Terre in ogni luogo; Sovrintendente dei Profeti di tutti gli dei. | Area meridionale | un breve corridoio immette in una sala trasversale da cui si dipartono sale laterali; di Parennefer, è noto che sia stato l'unico di cui si abbia certezza che, iniziata la realizzazione della propria tomba nella Necropoli Tebana (TT188), abbia poi fatto realizzare la sepoltura anche ad Akhetaton |
| TA8                    | Tutu                      | Ciambellano; Primo servo di Neferkheperura-waenra [Akhenaton] nella casa di Aton in Akhetaton; Primo servo di Neferkheperura-waenra [Akhenaton] sulla barca wia; Sovrintendente di tutti gli artigiani del Signore delle Due Terre; Sovrintendente di tutti i lavori di Sua Maestà; Sovrintendente dell'argento e dell'oro del Signore delle Due Terre; Sovrintendente del tesoro di Aton in Akhetaton; Capo dei portavoce | Area meridionale | planimetricamente, un breve corridoio immette in una sala trasversale, con sale laterali, il cui soffitto era sorretto da dodici colonne; da questa si accede a una sala longitudinale |
| TA9                    | Mahu                      | Capo della polizia di Akhetaton | Area meridionale | planimetricamente una scala adduce a una sala trasversale da cui si passa a una sala longitudinale in cui si apre una scala che adduce a un appartamento sotterraneo |
| TA10                   | Ipy                       | Primo amministratore; Scriba reale; Sovrintendente del grande harem del faraone; Amministratore di Menfi | Area meridionale | forse titolare di una tomba anche a Saqqara; planimetricamente non ultimata, è costituita da una sala trasversale il cui soffitto sarebbe stato sorretto da quattro pilastri (incompiuti) |
| TA11                   | Ramose                    | Scriba reale; Amministratore di Nebmaatra [Amenhotep III]; Scriba delle reclute; Generale del Signore delle Due Terre | Area meridionale | planimetricamente un corridoio immette in una sala trasversale in cui si apre una nicchia contenente due statue |
| TA12                   | Nakhtpaaten               | Principe; Visir | Area meridionale | incompiuta e solo parzialmente scavata una sala |
| TA13                   | Nefer-khepru-her-sekheper | Sindaco di Akhetaton | Area meridionale | planimetricamente, un corridoio immette in una sala trasversale con soffitto retto da sei colonne; una scala immette in una sala sotterranea |
| TA14                   | Maya                      | Generale del Signore delle Due Terre; Sovrintendente della casa della pacificazione di Aton (?); Amministratore di Waenra [Akhenaton] in Eliopoli; Sovrintendente di tutti i lavori del re; Scriba reale; Scriba delle reclute; Sovrintendente del bestiame del tempio di Ra a Eliopoli | Area meridionale | planimetricamente, un corridoio immette in una sala rettangolare, incompleta, il cui soffitto sarebbe stato sorretto, a lavori ultimati, da dodici colonne |
| TA15                   | Suty                      | Portatore di stendardo della guardia personale di Neferkheperura-waenra [Akhenaton] | Area meridionale | planimetricamente, un corridoio immette in una sala trasversale da cui si accede ad una sala rettangolare incompleta con soffitto retto da 6 colonne |
| TA16                   | non noto                  | non noto | Area meridionale | benché non finita, è presente una sala trasversale con dodici colonne che presenta fregi quasi completamente ultimati; una scala contorta porta ad una sala sotterranea |
| TA17                   | non noto                  | non noto | Area meridionale | descritta da Davies come insignificante, si presenta, planimetricamente, come una semplice sala trasversale |
| TA18                   | non noto                  | non noto | Area meridionale | solo la facciata ultimata e, planimetricamente, un accenno di sala; Davies segnala un geroglifico su uno stipite della porta, comunque illeggibile |
| TA19                   | Setau                     | Sovrintendente al doppio tesoro del Signore delle Due Terre | Area meridionale | incompleta; presenta planimetricamente solo una sala longitudinale |
| TA20                   | non noto                  | non noto | Area meridionale | planimetricamente, un corridoio immette in una sala trasversale da cui un secondo corridoio immette in una seconda sala pure trasversale; l'architrave di ingresso reca la rappresentazione della famiglia reale in adorazione dell'Aton; Akhenaton indossa la corona azzurra (khepresh) |
| TA21                   | non noto                  | non noto | Area meridionale | incompleta; planimetricamente si sarebbe sviluppata con una sala rettangolare il cui soffitto sarebbe stato retto, per quel che è dato di intuire dalle tracce di lavorazione, da almeno sei colonne |
| TA22                   | non noto                  | non noto | Area meridionale | incompleta; planimetricamente un corridoio immette in una sala trasversale il cui soffitto, una volta ultimate, sarebbe stato retto da almeno quattro colonne; l'architrave di ingresso recava la rappresentazione della famiglia reale in adorazione dell'Aton; Akhenaton indossa la corona azzurra (khepresh), Nefertiti la corona tronco conica tipica; la coppia è seguita da tre principesse, verosimilmente Merytaton, Maketaton e Ankhesepaaton; dietro le principesse la sorella della regina, Mutnodjemet |
| TA23                   | Any                       | Scriba Reale; Scriba delle offerte del Signore delle Due Terre; Scriba delle offerte ad Aton; Amministratore della casa di Aakheperura [Amenhotep II] | Area meridionale | [ 34 ] |
| TA24                   | Paatenemeb                | Scriba Reale; Sovrintendente e Amministratore dei lavori in Akhetaton; Generale del Signore delle Due Terre | Area meridionale | planimetricamente un corridoio immette in una sala trasversale con quattro colonne da cui si diparte una sala longitudinale incompleta |
| TA25                   | Ay                        | Padre del dio; Sovrintendente a tutti i cavalli del Signore delle Due Terre; Comandante degli arcieri; Portatore di flabello alla destra del re; Scriba reale | Area meridionale | incompleta; planimetricamente un corridoio immette in una sala trasversale il cui soffitto, una volta ultimato, sarebbe stato sorretto da almeno ventiquattro colonne (sono presenti quindici colonne, di cui solo quattro ultimate); il titolare, Ay,diverrà faraone, sarà il successore di Tutankhamon e sarà l'ultimo re della XVIII dinastia |

## Riscoperta e scavi

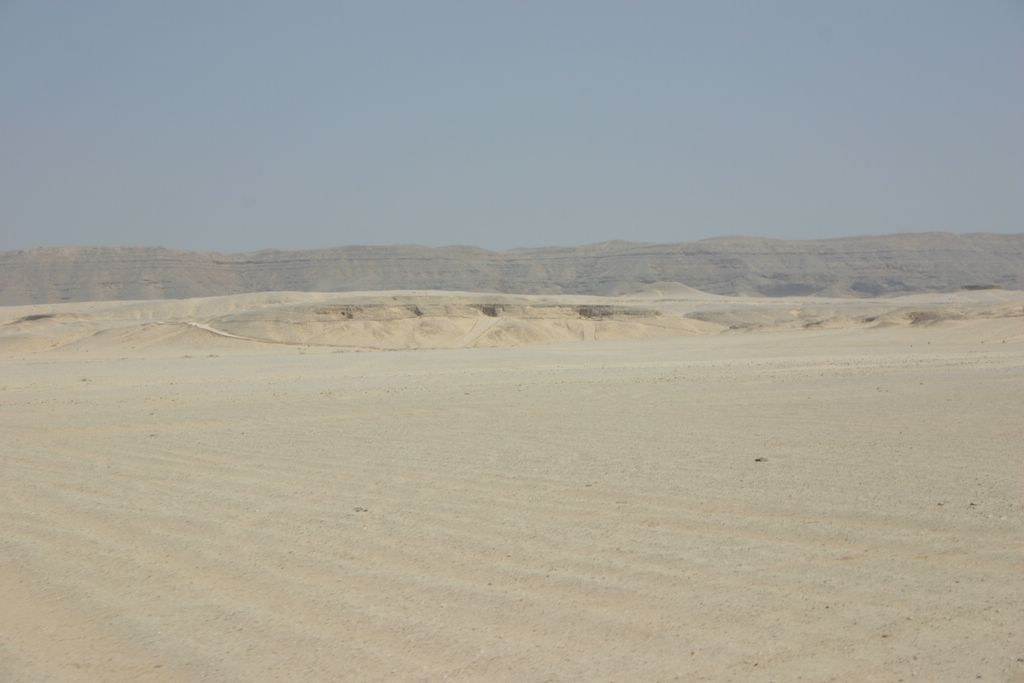
Le tombe meridionali

Gran parte delle tombe vennero violate già nell'antichità e fino all'epoca epoca tolemaica; vennero poi successivamente variamente usate come luoghi di sepoltura, magazzini, abitazioni e, più recentemente, come romitaggi di monaci copti. Da tali occupazioni derivarono notevoli danni alle strutture e alle decorazioni parietali e scultoree.
- 1714: Claude Sicard, per la prima volta, descrive una stele confinaria di Akhetaton/Amarna;
- 1833: una spedizione guidata da Robert Hay visita la località, scoprendo alcune tombe della necropoli, e ne ricopia i rilievi;
- 1883–1893: inizia una fase esplorativa dell tombe private e della tomba reale;
- 1904-1914: l'area di Amarna viene data in concessione alla Deutsche OrientGesellshaft;
- 1903-1908: Norman de Garis Davies pubblica disegni e fotografie di tombe private e delle stele confinarie.

### Annotazioni
1. ↑  A riprova di tale ultima considerazione, si pensi ai funzionari amarniani, o comunque impiegati durante il regno di Akhenaton, che hanno la loro sepoltura tra le Tombe dei Nobili di Tebe: TT55 di Ramose; TT188 di Parennefer (a cui risulta intestata ugualmente la tomba TA7 ad Amarna); TT192 di Kharuef; TT46 di Ramose; TT136 di Ipy.
2. ↑  Nestor Hippolyte Antoine L’Hôte (1804 – 1842) egittologo francese, disegnatore e pittore, partecipò alla missione franco-toscana di Ippolito Rosellini del 1828-1829 unitamente a Jean François Champollion.
3. ↑  Sulle steli confinarie del primo gruppo è specificato che "le tombe dei Grandi e dei Divini Padri di Aton, e dei sacerdoti di Aten, ... le tombe degli ufficiali, saranno fatte sulla montagna a Oriente di Akhetaten".

### Fonti
1. ↑  Reeves 2001, pp. 103-111.
2. ↑  Lepsius 1849.
3. ↑  Davies 1903, in sei volumi, pubblicati dal 1903 al 1908.
4. ↑  Reeves 2001, pp. 130-137.
5. ↑  Reeves 2001, pp. 127-130.
6. 1 2  N. de Garis Davies, The Rock Tombs of Amarna, Londra, Offices of the Egypt Exploration Fund, 1905, Parte III
7. ↑  Davies 1903, Parte III, pp. 1-19, Tavv. da I a XXV.
8. 1 2  N. de Garis Davies, The Rock Tombs of Amarna, Londra, Offices of the Egypt Exploration Fund, 1905, Parte II
9. ↑  Davies 1903, Parte II, pp. 16-24, Tavv. da XXIX a XLI.
10. ↑  Davies 1903, Parte III, pp. 26-33, Tavv. da XXVI a XXXIX.
11. ↑  N. de Garis Davies, The Rock Tombs of Amarna, Londra, Offices of the Egypt Exploration Fund, 1905, Parte I
12. ↑  Davies 1903, Parte I, pp. 7-17, Tavv. da II a XXXV.
13. 1 2 3 4 5 6  N. de Garis Davies, The Rock Tombs of Amarna, Londra, Offices of the Egypt Exploration Fund, 1905, Parte IV
14. ↑  Davies 1903, Parte IV, pp. 1-4, Tavv. da I a XII.
15. ↑  Davies 1903, Parte II, pp. 9-32, Tavv. da III a XXVI.
16. ↑  Davies 1903, parte I, tombe di Pentu, Mahu e altri.
17. ↑  Reeves 2001, pp. 135-137.
18. 1 2 3  N. de Garis Davies, The Rock Tombs of Amarna, Londra, Offices of the Egypt Exploration Fund, 1908, Parte VI
19. ↑  Davies 1903, Parte VI, pp. 1-6, Tavv. da III a X.
20. ↑  Davies 1903, Parte VI, pp. 7-15, Tavv. da XII a XXI.
21. ↑  Davies 1903, Parte IV, pp. 12-18, Tavv. da XIV a XXIX.
22. ↑  Davies 1903, Parte IV, pp. 19-20, Tavv. da XXX a XXXII.
23. ↑  Davies 1903, Parte IV, pp. 21-22, Tav. XXXIV.
24. 1 2 3 4 5 6 7 8 9 10 11  N. de Garis Davies, The Rock Tombs of Amarna, Londra, Offices of the Egypt Exploration Fund, 1908, Parte V
25. ↑  Davies 1903, Parte V, p. 85, Tav. XIV.
26. ↑  Davies 1903, Parte IV, p. 139, Tavv. da XXXVI a XXXVII.
27. ↑  Davies 1903, Parte V, pp. 1-5, Tavv. da I a V.
28. ↑  Davies 1903, Parte IV, p. 25, Tavv. da XXXVIII a XLV.
29. ↑  Davies 1903, Parte IV, Tavv. da VI a XI.
30. 1 2  Davies 1903, Parte V, Tav. XVII.
31. 1 2  Davies 1903, Parte V, Tav. XIII.
32. ↑  Davies 1903, Parte V, Tav. XIX.
33. ↑  Davies 1903, Parte V, p. 89, Tav. XVI.
34. ↑  Davies 1903, Parte V, pp. 6-11.
35. ↑  Davies 1903, Parte V,Tav. da XXIV.
36. ↑  Davies 1903, Parte VI, pp. 16-24, Tavv. da XXIII a XLIV.